# Sharon Fichman
Sharon Fichman (Toronto, 3 de dezembro de 1990) é uma ex-tenista profissional canadense. Seus melhores rankings foram o 77 de simples (maio de 2024) e 21 de duplas (janeiro de 2022).
Em 2005, Fichman conquistou a medalha de ouro de simples feminino das Macabíadas, aos 14 anos. Era foi a 5ª colocada no ranking juvenil da ITF, em dezembro de 2006.
Ficou inativa entre maio de 2016 e abril de 2018. Retornou no ITF de Indian Habour Beach, de US$ 60.000, atingindo as quartas de final com Jamie Loeb. Classificou-se ao WTA Finals de 2021 com a mexicana Giuliana Olmos.
Em outubro de 2024, Fichman anunciou sua aposentadoria do tênis profissional.